# Championnats du monde IBSF 2019
Navigation
Édition précédente Édition suivante
Les Championnats du monde de la FIBT 2019 se déroulent du 28 février 2019 au 10 mars 2019 à Whistler (Canada) sous l'égide de la Fédération internationale de bobsleigh et de tobogganing (FIBT). Il y a six titres à attribuer au total : trois en bobsleigh (bob à deux masculin, bob à quatre masculin et bob à deux féminin), deux en skeleton (individuel masculin et individuel féminin) et enfin un en équipe mixte (bobsleigh + skeleton). Il s'agit d'une compétition annuelle (hors année olympique).

## Calendrier des épreuves
| ent. | Entraînement | c | Course |

| Événements    | Événements     | Calendrier (février/mars) | Calendrier (février/mars) | Calendrier (février/mars) | Calendrier (février/mars) | Calendrier (février/mars) | Calendrier (février/mars) | Calendrier (février/mars) | Calendrier (février/mars) | Calendrier (février/mars) | Calendrier (février/mars) | Calendrier (février/mars) | Calendrier (février/mars) |
| Événements    | Événements     | 28                        | 1                         | 2                         | 3                         | 4                         | 5                         | 6                         | 7                         | 8                         | 9                         | 10                        |                           |
| ------------- | -------------- | ------------------------- | ------------------------- | ------------------------- | ------------------------- | ------------------------- | ------------------------- | ------------------------- | ------------------------- | ------------------------- | ------------------------- | ------------------------- | ------------------------- |
| Bobsleigh     | Bob à 4        |                           |                           |                           |                           |                           |                           |                           |                           |                           |                           |                           |                           |
| Bobsleigh     | Bob à 2 Hommes |                           |                           |                           |                           |                           |                           |                           |                           |                           |                           |                           |                           |
| Bobsleigh     | Bob à 2 Femmes |                           |                           |                           |                           |                           |                           |                           |                           |                           |                           |                           |                           |
| Skeleton      | Hommes         |                           |                           |                           |                           |                           |                           |                           |                           |                           |                           |                           |                           |
| Skeleton      | Femmes         |                           |                           |                           |                           |                           |                           |                           |                           |                           |                           |                           |                           |
| Épreuve mixte |                |                           |                           |                           |                           |                           |                           |                           |                           |                           |                           |                           |                           |

## Podiums
| Épreuves              | Or                                                                         | Argent                                                                | Bronze                                                       |
| --------------------- | -------------------------------------------------------------------------- | --------------------------------------------------------------------- | ------------------------------------------------------------ |
| Bob à deux masculin   | Allemagne Francesco Friedrich Thorsten Margis                              | Canada Justin Kripps Cameron Stones                                   | Allemagne Nico Walther Paul Krenz                            |
| Bob à quatre masculin | Allemagne Francesco Friedrich Candy Bauer Martin Grothkopp Thorsten Margis | Lettonie Oskars Ķibermanis Matīss Miknis Arvis Vilkaste Jānis Strenga | Canada Justin Kripps Ryan Sommer Cameron Stones Ben Coakwell |
| Bob à deux féminin    | Allemagne Mariama Jamanka Annika Drazek                                    | Allemagne Stephanie Schneider Ann-Christin Strack                     | Canada Christine de Bruin Kristen Bujnowski                  |

| Épreuves | Or             | Argent             | Bronze         |
| -------- | -------------- | ------------------ | -------------- |
| Hommes   | Martins Dukurs | Nikita Tregubov    | Yun Sung-bin   |
| Femmes   | Tina Hermann   | Jacqueline Lölling | Sophia Griebel |

| Épreuves     | Or | Argent                                                                                                   | Bronze                                                                                                  |
| ------------ | --- | --- | --- |
| Équipe mixte | Allemagne Christopher Grotheer Anna Köhler Lisa Sophie Gericke Sophia Griebel Johannes Lochner Marc Rademacher | Canada Dave Greszczyszyn Christine de Bruin Kristen Bujnowski Mirela Rahneva Nick Poloniato Keefer Joyce | États-Unis Greg West Brittany Reinbolt Jessica Davis Savannah Graybill Geoffrey Gadbois Kristopher Horn |

## Tableau des médailles
| Rang | Nation       | Or | Argent | Bronze | Total |
| ---- | ------------ | -- | ------ | ------ | ----- |
| 1    | Allemagne    | 5  | 2      | 2      | 9     |
| 2    | Lettonie     | 1  | 1      | 0      | 2     |
| 3    | Canada       | 0  | 2      | 2      | 4     |
| 4    | Russie       | 0  | 1      | 0      | 1     |
| 5    | Corée du Sud | 0  | 0      | 1      | 1     |
| 5    | États-Unis   | 0  | 0      | 1      | 1     |